# Rue de la Tirelire
 (juillet 2025).
La rue de la Tirelire est une voie de la commune de Reims, située au sein du département de la Marne, en région Grand Est.

## Situation et accès
La rue de la Tirelire appartient administrativement au quartier Centre Ville.
La voie est à sens unique.

## Origine du nom
Ue bâtiment, aujourd'hui disparu avait en façade une tirelire gravée.

## Historique
Elle est citée en 1057 comme nom de lieu dit.